# Trier Hauptbahnhof
Trier Hauptbahnhof is een spoorwegstation in de Duitse plaats Trier. Het station werd in 1878 geopend. 
| Serie           | Treinsoort             | Route                                                                                     | Bijzonderheden                        |
| --------------- | ---------------------- | ----------------------------------------------------------------------------------------- | ------------------------------------- |
| RE 5100RE 11    | Regional-Express (CFL) | Luxemburg – Wasserbillig – Igel – Trier Hbf – Wittlich Hbf – Cochem (Mosel) – Koblenz Hbf |                                       |
| RB 5150         | Regionalbahn (CFL)     | Luxemburg – Wasserbillig – Trier Hbf                                                      | Op werkdagen, enkele treinen per dag. |
| TER 86400 RE 16 | TER (SNCF)             | Metz-Ville – Thionville – Perl – Trier Hbf                                                | rijdt alleen in het weekend           |